# RSB Thuringia Bulls
Die RSB Thuringia Bulls sind ein deutscher Rollstuhlbasketballverein aus Elxleben, dessen erste Mannschaft in der Rollstuhlbasketball-Bundesliga spielt. Von seiner Gründung 2009 bis zur Umbenennung im Jahr 2016 trat das Team unter dem Namen Oettinger RSB Team Thüringen an. 
2011 stieg die erste Mannschaft aus der 2. Rollstuhlbasketball-Bundesliga Süd in die Rollstuhlbasketballbundesliga auf und gehört dieser seitdem ohne Unterbrechung an. 
In der Saison 2015/16 konnte man mit dem Gewinn der Meisterschaft, des DRS-Pokals und des André Vergauwen-Cups das Triple feiern. 2018 gelang erneut der Gewinn der deutschen Meisterschaft sowie der erstmalige Sieg im IWBF Champions Cup. Man verpasste nur knapp den erneuten Triple-Gewinn, nachdem man im Halbfinale des Top-Four-Turniers des Pokals gegen den späteren Pokalsieger RSV Lahn-Dill 69:70 n. V. knapp verlor. In der Folgesaison gelang jedoch der Gewinn der Meisterschaft, des Pokals sowie des Champions Cup. Damit waren die Bulls die erste deutsche Mannschaft, die ein Triple in diesen Wettbewerben gewinnen konnte. Im Februar 2020 konnte die Mannschaft mit 56 Pflichtspielsiegen in Folge einen neuen Weltrekord im Rollstuhlbasketball aufstellen.